# Panjatan (Kulon Progo)
Panjatan ist ein Distrikt (Kecamatan) im Regierungsbezirks (Kabupaten) Kulon Progo der Sonderregion Yogyakarta im Süden der Insel Java. Der Kecamatan liegt im Süden des Kabupaten und grenzt im (Nord-)Westen an den Kecamatan Wates, im Norden an Pengashi, im Nordosten an Sentolo, im Osten an Lendah und im Südosten an Galur. Im Süden bildet die etwa sieben Kilometer lange Küstenlinie des Indischen Ozeans die Grenze. Ende 2021 zählte der Distrikt 38.784 Einwohner auf 47,07 km² Fläche.

## Verwaltungsgliederung
Der Kecamatan (auch Kapanewon genannt) gliedert sich in elf ländliche Dörfer (Desa):
| PUM-Code 1    | Desa          | Fläche (km²) | Bevölkerung zur Volkszählung 2 | Bevölkerung zur Volkszählung 2 | Bevölkerung zur Volkszählung 2 | Bevölkerung zur Volkszählung 2 | Bevölkerung zur Volkszählung 2 | Bevölkerung zur Volkszählung 2 | Pend./ Dusun 4 | RW/ RT 5 |
| PUM-Code 1    | Desa          | Fläche (km²) | 002000                         | 002010                         | Männer                         | Frauen                         | 2020                           | Dichte 3                       | Pend./ Dusun 4 | RW/ RT 5 |
| ------------- | ------------- | ------------ | ------------------------------ | ------------------------------ | ------------------------------ | ------------------------------ | ------------------------------ | ------------------------------ | -------------- | -------- |
| 34.01.03.2001 | Garongan      | 6,24         | 2.826                          | 3.111                          | 1.816                          | 1.800                          | 3.616                          | 579,5                          | 9              | 18/36    |
| 34.01.03.2002 | Pleret        | 6,46         | 3.853                          | 4.206                          | 2.420                          | 2.412                          | 4.832                          | 747,7                          | 11             | 22/44    |
| 34.01.03.2003 | Bugel         | 6,42         | 3.450                          | 3.904                          | 2.151                          | 2.241                          | 4.392                          | 683,8                          | 10             | 20/41    |
| 34.01.03.2004 | Kanoman       | 2,36         | 1.854                          | 1.859                          | 973                            | 1.027                          | 2.000                          | 847,1                          | 6              | 12/25    |
| 34.01.03.2005 | Depok         | 2,83         | 2.760                          | 2.819                          | 1.525                          | 1.564                          | 3.089                          | 1092,8                         | 11             | 22/44    |
| 34.01.03.2006 | Bojong        | 3,70         | 3.802                          | 3.893                          | 2.201                          | 2.156                          | 4.357                          | 1176,5                         | 11             | 22/44    |
| 34.01.03.2007 | Tayuban       | 2,20         | 1.882                          | 1.974                          | 1.106                          | 1.209                          | 2.315                          | 1050,7                         | 7              | 14/28    |
| 34.01.03.2008 | Gotakan       | 3,55         | 2.392                          | 2.591                          | 1.456                          | 1.537                          | 2.993                          | 843,1                          | 8              | 16/32    |
| 34.01.03.2009 | Panjatan      | 1,12         | 1.215                          | 1.327                          | 737                            | 765                            | 1.502                          | 1344,8                         | 5              | 10/20    |
| 34.01.03.2010 | Cerme         | 3,79         | 2.987                          | 3.185                          | 1.868                          | 1.852                          | 3.720                          | 981,3                          | 10             | 20/40    |
| 34.01.03.2011 | Krembangan    | 5,91         | 4.124                          | 4.528                          | 2.634                          | 2.729                          | 5.363                          | 906,7                          | 12             | 24/48    |
| 34.01.03      | Kec. Panjatan | 44,59        | 31.145                         | 33.397                         | 18.887                         | 19.292                         | 38.179                         | 856,2                          | 100            | 200/402  |

## Demographie
Grobeinteilung der Bevölkerung nach Altersgruppen (zum Zensus 2020)
| Altersgruppen | 00Männer | 00Frauen | zusammen |
| ------------- | -------- | -------- | -------- |
| 0 – 14        | 4.003    | 3.923    | 7.926    |
| 15 – 64       | 12.890   | 12.824   | 25.714   |
| 65+           | 1.994    | 2.545    | 4.539    |
| gesamt        | 18.887   | 19.292   | 38.179   |
| anteilig (%)  |          |          |          |
| 0 – 14        | 21,19    | 20,33    | 20,76    |
| 15 – 64       | 68,25    | 66,47    | 67,35    |
| 65+           | 10,56    | 13,19    | 11,89    |

### Bevölkerungsentwicklung
In den Ergebnissen der sieben Volkszählungen seit 1961 ist folgende Entwicklung ersichtlich:
| Einheit/Jahr     | 1961         | 1971         | 1980         | 1990         | 2000         | 2010         | 2020         |
| ---------------- | ------------ | ------------ | ------------ | ------------ | ------------ | ------------ | ------------ |
| Kec. Panjatan    | 29146        | 34061        | 33998        | 31532        | 31145        | 33397        | 38179        |
| Anteil in %      | 1,31         | 1,37         | 1,24         | 1,08         | 1,00         | 0,97         | 1,04         |
| Kab. Kulon Progo | 337.127      | 370.629      | 380.685      | 372.309      | 370.944      | 388.869      | 436.395      |
| Sonderregion DIY | 00 2.231.062 | 00 2.487.177 | 00 2.750.025 | 00 2.912.611 | 00 3.120.478 | 00 3.457.491 | 00 3.66.8719 |